# Nanne Zwiep

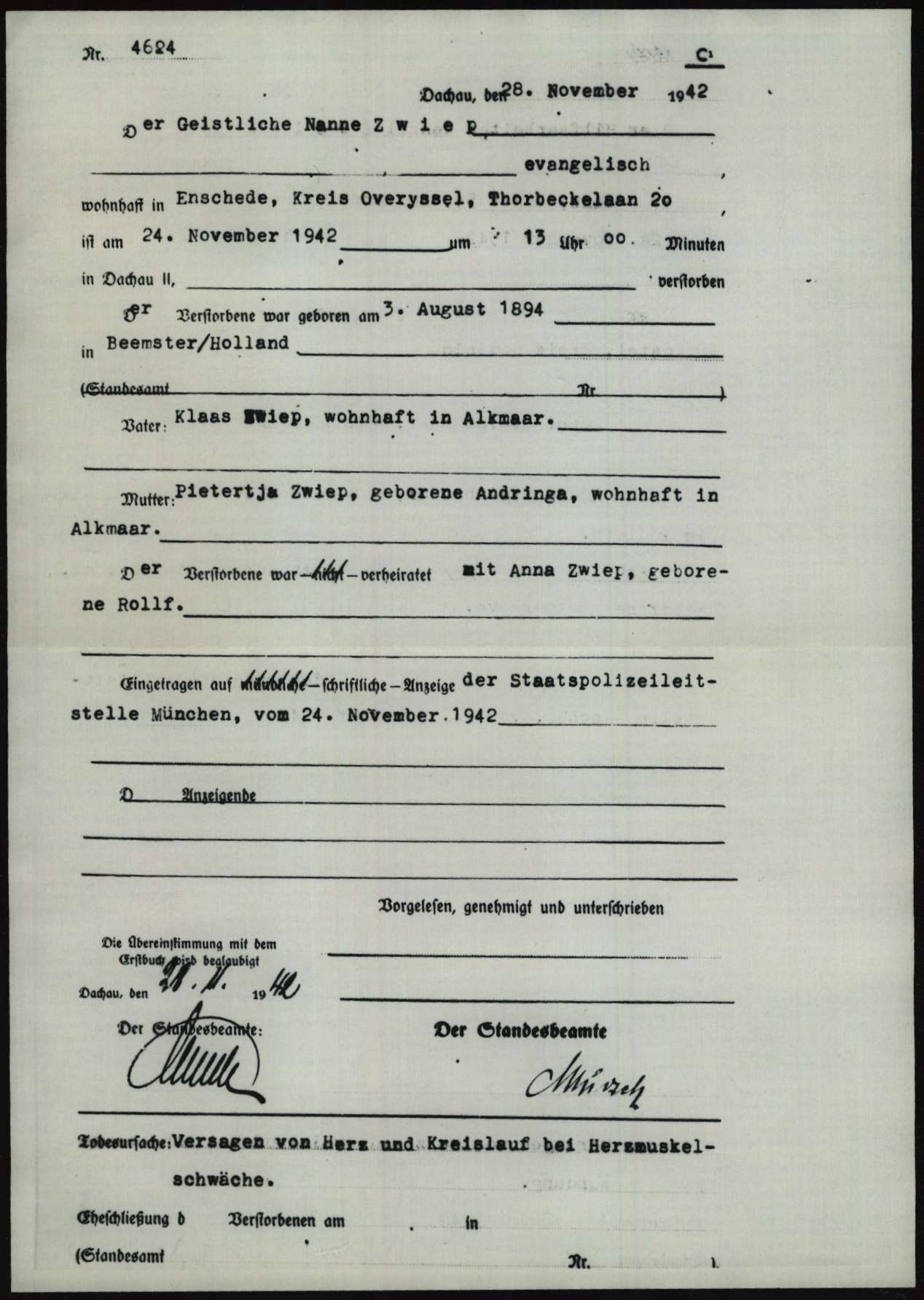
Overlijdensakte van Nanne Zwiep, gevangene in nazi-concentratiekamp Dachau. Gemelde doodsoorzaak: “Hart- en bloedsomloopstoringen veroorzaakt door hartinsufficiëntie.”

Nanne Zwiep (Beemster, 3 augustus 1894 - Dachau, 24 november 1942) was een vrijzinnig Nederlands-hervormde predikant in de stad Enschede, die door de nazi's gearresteerd werd tijdens de Duitse bezetting van Nederland in de Tweede Wereldoorlog. Zwiep stierf in het concentratiekamp Dachau, bij München. Zwiep werd predikant in Enschede in 1929 en was een bekend figuur in de stad. Op zondag 19 april 1942 sprak hij zich in de zondagse preek uit tegen het nationaalsocialisme en de Jodenvervolging. De volgende dag werd hij door de bezetter gearresteerd, en na vijf maanden ondervraging in de gevangenis in Arnhem en Amersfoort werd hij naar Dachau getransporteerd. Op 24 november 1942, twee maanden na zijn aankomst in het kamp, stierf hij aldaar aan uitputting en ondervoeding.
In nagedachtenis aan Zwiep is er in Enschede een scoutinggroep (Scouting Nanne Zwiep) naar hem vernoemd, die op 1 mei 1945 werd opgericht.